# VM i skak 1894
VM i skak 1894 var en match mellem den regerende mester, den amerikansk bosatte østriger Wilhelm Steinitz, som var den første officielle verdensmester i skak, og udfordreren Emanuel Lasker fra Tyskland. Vinderen af matchen var den, der først opnåede ti sejre (idet remis ikke taltes med). Lasker, der var 32 år yngre end mesteren, hvilket i skakhistorien har været den største aldersforskel mellem en verdensmester og hans udfordrer, vandt 10 – 5 og blev dermed den nye officielle verdensmester.
Matchen varede 19 partier og blev spillet i New York, USA (partierne 1-8), Philadelphia, USA (partierne 9-11) og Montreal, Canada (partierne 12-19) mellem den 15. marts og den 26. maj 1894.

## Matchregler
Reglerne for matchen var de samme, som man havde brugt i de fleste af de forudgående VM-matcher: Først til ti sejre, remis tæller ikke. I øvrigt den samme regel, som Bobby Fischer ønskede genindført til VM i skak 1975, hvor han skulle have mødt Anatolij Karpov. Fischer ønskede dog en yderligere regel, som gjorde, at verdensskakforbundet FIDE og Fischer ikke kom overens: Blev stillingen 9-9, skulle den regerende mester beholde titlen, hvilket af FIDE blev anset for en for stor fordel for denne.
Betænkningstiden var 15 træk pr. time.

## Styrkeforholdet inden matchen
Steinitz havde siddet på tronen i to generationer af skakspillere. Han blev uofficielt kaldt verdensmester fra 1866, da han slog Adolf Anderssen i en match i London. Det officielle mesterskab fik han, da skakverdenen ønskede at se en match mellem vinderne af de to største turneringer i starten af 1880'erne: Steinitz, der vandt i Wien i 1882 og Johannes Zukertort, som vandt i London i 1883.
Steinitz havde personligt ført skakken fra den romantiske opfattelse af spillet, som eksisterede på Paul Morphy og Anderssens tid, til en langt mere moderne positionel opfattelse. Men han havde efterhånden alderen imod sig, og hans resultater var ikke så imponerende som tidligere.
Lasker derimod havde på få år etableret sig som verdens formodentlig stærkeste spiller. Han brød igennem i 1890, hvor han vandt en stribe matcher mod bl.a. Henry Bird, Berthold Englisch og Jacques Mieses samt en turnering i Berlin. Ifølge Chessmetrics var han verdens stærkeste spiller regnet fra et historisk ratingtal efter sejren i Berlin i august 1890. Og efter det var hans resultater blevet endnu bedre, bl.a. vandt han i 1893 en turnering i New York ved at vinde samtlige sine 13 partier.
De to havde aldrig spillet mod hinanden før, men der var ikke mange, der var i tvivl om, at Lasker var favorit. Siegbert Tarrasch sagde bl.a: "Efter min opfattelse har matchen mod Steinitz ikke så stor betydning, som de selv tillægger den. For Steinitz er blevet gammel og den gamle Steinitz er ikke "den gamle Steinitz"."

## Matchresultat
| VM matchen Steinitz-Lasker, 1894 | VM matchen Steinitz-Lasker, 1894 | VM matchen Steinitz-Lasker, 1894 | VM matchen Steinitz-Lasker, 1894 | VM matchen Steinitz-Lasker, 1894 | VM matchen Steinitz-Lasker, 1894 | VM matchen Steinitz-Lasker, 1894 |
| Parti                            | Dato (1894)                      | Hvid                             | Sort                             | Resultat                         | I alt Steinitz                   | I alt Lasker                     |
| -------------------------------- | -------------------------------- | -------------------------------- | -------------------------------- | -------------------------------- | -------------------------------- | -------------------------------- |
| 1                                | 15. marts                        | Lasker                           | Steinitz                         | 1 - 0                            | 0                                | 1                                |
| 2                                | 19. marts                        | Steinitz                         | Lasker                           | 1 - 0                            | 1                                | 1                                |
| 3                                | 21. marts                        | Lasker                           | Steinitz                         | 1 - 0                            | 1                                | 2                                |
| 4                                | 23. marts l                      | Steinitz                         | Lasker                           | 1 - 0                            | 2                                | 2                                |
| 5                                | 27. marts                        | Lasker                           | Steinitz                         | ½ - ½                            | 2                                | 2                                |
| 6                                | 29. marts                        | Steinitz                         | Lasker                           | ½ - ½                            | 2                                | 2                                |
| 7                                | 3. april                         | Lasker                           | Steinitz                         | 1 - 0                            | 2                                | 3                                |
| 8                                | 5. april                         | Steinitz                         | Lasker                           | 0 - 1                            | 2                                | 4                                |
| 9                                | 14. april                        | Lasker                           | Steinitz                         | 1 - 0                            | 2                                | 5                                |
| 10                               | 19. april                        | Steinitz                         | Lasker                           | 0 - 1                            | 2                                | 6                                |
| 11                               | 21. april                        | Lasker                           | Steinitz                         | 1 - 0                            | 2                                | 7                                |
| 12                               | 3. maj                           | Steinitz                         | Lasker                           | ½ - ½                            | 2                                | 7                                |
| 13                               | 5. maj                           | Lasker                           | Steinitz                         | 0 - 1                            | 3                                | 7                                |
| 14                               | 8. maj                           | Steinitz                         | Lasker                           | 1 - 0                            | 4                                | 7                                |
| 15                               | 15. maj                          | Lasker                           | Steinitz                         | 1 - 0                            | 4                                | 8                                |
| 16                               | 17. maj                          | Steinitz                         | Lasker                           | 0 - 1                            | 4                                | 9                                |
| 17                               | 19. maj                          | Lasker                           | Steinitz                         | 0 - 1                            | 5                                | 9                                |
| 18                               | 22. maj                          | Steinitz                         | Lasker                           | ½ - ½                            | 5                                | 9                                |
| 19                               | 26. maj                          | Lasker                           | Steinitz                         | 1 - 0                            | 5                                | 10                               |

I forkortet opstilling kan ovenstående matchforløb resumeres således:
| Parti            | 1 | 2 | 3 | 4 | 5 | 6 | 7 | 8 | 9 | 10 | 11 | 12 | 13 | 14 | 15 | 16 | 17 | 18 | 19 | I alt |
| ---------------- | - | - | - | - | - | - | - | - | - | -- | -- | -- | -- | -- | -- | -- | -- | -- | -- | ----- |
| Emanuel Lasker   | 1 | 0 | 1 | 0 | ½ | ½ | 1 | 1 | 1 | 1  | 1  | ½  | 0  | 0  | 1  | 1  | 0  | ½  | 1  | 10    |
| William Steinitz | 0 | 1 | 0 | 1 | ½ | ½ | 0 | 0 | 0 | 0  | 0  | ½  | 1  | 1  | 0  | 0  | 1  | ½  | 0  | 5     |